# Cyril Gill
Cyril William Gill (Londra, 21 aprile 1902 – Gorey, 1º settembre 1989) è stato un velocista britannico.

## Palmarès

### Olimpiadi
- Bronzo a Amsterdam 1928 nella staffetta 4×100 metri.